# Кармен Сандиего
«Кармен Сандиего» (англ. Carmen Sandiego) — мультсериал, созданный Канадой и США для платформы Netflix. Премьера первого сезона мультсериала состоялась 18 января 2019 года. Второй сезон вышел 1 октября 2019 года. Третий сезон увидел свет 1 октября 2020 года. Четвёртый и завершающий сезон вышел 15 января 2021 года.

## Сюжет
Профессиональная воровка Кармен Сандиего использует свои навыки во благо, путешествуя по миру и срывая ограбления крупнейшей школе воров «В.А.Л.З», в которой она когда-то сама обучалась.

## Роли озвучивали
| Команда Кармен: - Джина Родригес — Кармен Сандиего - Финн Вулфхард — Игрок - Эбби Тротт — Айви - Майкл Хоули — Зак - Пол Накаучи — Тень-сан Агенты А.К.М.Е.: - Донн Льюис — Тамара Фрейзер / Шеф - Рафаэль Петарди — Чейз Девино - Шарлет Чанг — Джулия Арджент - Шэрон Мутху — агент Зари Лидеры П.О.Л.О.З.а: - Лиам О’Брайен — Профессор Гуннар Шторм - Мэри Элизабет Макглинн — Тренер Гром - Токс Олагундойе — Графиня Клео - Шэрон Мутху — Доктор Сара Беллум - Тревор Дивэлл — Найджел Брейтуэйт / Тихомол Агенты П.О.Л.О.З.а: - Лиам О’Брайен — чистильщики Борис и Влад - Майкл Голдсмит — Грей Кэллоуэй / Разряд - Кэри Уолгрен — Шиина / Тигрица - Бернардо де Паула — Жан-Поль / Ле Шерф - Эндрю Пифко — Антонио / Эль Топо - Кимико Гленн — Звёздочка - Трой Бейкер — Дэш Хейбер | - Риз Дарби — Скользкий Нил - Рита Морено — Куки Букер - Сумали Монтано — Госпожа Докусо - Осрик Чау — Тролль - Данте Баско — Вертушка - Сара-Николь Роблс — Мухоловка - Люси Дэвис — Механик - Токс Олагундойе — Водитель - Скотт Уайт — Выдра - Роджер Крэйг Смит — Сохач - Сильвия Виллагран — Мария Контрерас - Рэйчел Макфарлейн — Мадам Златов Прочие персонажи: - Карла Тассара — доктор Пилар Маткис - Шэрон Мутху — доктор Жанин Деннэм - Эндрю Пифко — руководитель интерпола - Майк Хагивара — Хидео, брат Тень-сана - Робби Дэймонд — Трей Стерлинг - Фред Таташор — мистер Стерлинг - Брайан Джордж — Ибрагим аль-Сибак - Кризия Байос — Лупе Пелигро - Джинни Тирадо — Соня - Алекс Десерт — Король лангустов - Криста Мари Ю — Сифен - Джеймс Си — господин Ли - Лиам О’Брайен — мистер Хамфри, учитель |

## Обзор сезонов
| Сезон | Сезон | Эпизоды | Дата показа    | Дата показа    |
| Сезон | Сезон | Эпизоды | Премьера       | Финал          |
| ----- | ----- | ------- | -------------- | -------------- |
|       | 1     | 9       | 18 января 2019 | 18 января 2019 |
|       | 2     | 10      | 1 октября 2019 | 1 октября 2019 |
|       | 3     | 5       | 1 октября 2020 | 1 октября 2020 |
|       | 4     | 8       | 15 января 2021 | 15 января 2021 |

## Список эпизодов

### Сезон 1 (2019)
| № общий | № в сезоне | Название                            | Режиссёр                 | Автор сценария | Дата премьеры  |
| ------- | ---------- | ----------------------------------- | ------------------------ | -------------- | -------------- |
| 1       | 1          | «Becoming Carmen Sandiego: Part I»  | Джос Хамфри и Кенни Парк | Дуэйн Капицци  | 18 января 2019 |
| 2       | 2          | «Becoming Carmen Sandiego: Part II» | Джос Хамфри и Кенни Парк | Дуэйн Капицци  | 18 января 2019 |
| 3       | 3          | «The Sticky Rice Caper»             | Кенни Парк               | Мэй Чан        | 18 января 2019 |
| 4       | 4          | «The Fishy Doubloon Caper»          | Джос Хамфри              | Бекки Тинкер   | 18 января 2019 |
| 5       | 5          | «The Duke of Vermeer Caper»         | Кенни Парк               | Грег Эрнстром  | 18 января 2019 |
| 6       | 6          | «The Opera in the Outback Caper»    | Джос Хамфри              | Бекки Тинкер   | 18 января 2019 |
| 7       | 7          | «The Chasing Paper Caper»           | Кенни Парк               | Грег Эрнстром  | 18 января 2019 |
| 8       | 8          | «The Lucky Cat Caper»               | Джос Хамфри              | Мэй Чан        | 18 января 2019 |
| 9       | 9          | «The French Connection Caper»       | Кенни Парк               | Дуэйн Капицци  | 18 января 2019 |

### Сезон 2 (2019)
| № общий | № в сезоне | Название                              | Режиссёр               | Автор сценария     | Дата премьеры  |
| ------- | ---------- | ------------------------------------- | ---------------------- | ------------------ | -------------- |
| 10      | 1          | «The Hot Rocks of Rio Caper: Part I»  | Джос Хамфри            | Бекки Тинкер       | 1 октября 2019 |
| 11      | 2          | «The Hot Rocks of Rio Caper: Part II» | Кенни Парк             | Грег Эрнстром      | 1 октября 2019 |
| 12      | 3          | «The Daisho Caper»                    | Кенни Парк             | Грег Эрнстром      | 1 октября 2019 |
| 13      | 4          | «The Fashionista Caper»               | Джос Хамфри            | Бекки Тинкер       | 1 октября 2019 |
| 14      | 5          | «The Boston Tea Party Caper»          | Кенни Парк             | Бекки Тинкер       | 1 октября 2019 |
| 15      | 6          | «The Need For Speed Caper»            | Джос Хамфри            | Грег Эрнстром      | 1 октября 2019 |
| 16      | 7          | «The Crackle Goes Kiwi Caper»         | Джос Хамфри            | Стивен Мелчинг     | 1 октября 2019 |
| 17      | 8          | «The Stockholm Syndrome Caper»        | Кенни Парк и Майк Уэст | Бенджамин Таунсенд | 1 октября 2019 |
| 18      | 9          | «The African Ice Caper»               | Джос Хамфри            | Стивен Мелчинг     | 1 октября 2019 |
| 19      | 10         | «The Deep Dive Caper»                 | Кенни Парк и Майк Уэст | Дуэйн Капицци      | 1 октября 2019 |

### Сезон 3 (2020)
| № общий | № в сезоне | Название                    | Режиссёр    | Автор сценария | Дата премьеры  |
| ------- | ---------- | --------------------------- | ----------- | -------------- | -------------- |
| 20      | 1          | «The Luchadora Tango Caper» | Джос Хамфри | Дуэйн Капицци  | 1 октября 2020 |
| 21      | 2          | «The Day of the Dead Caper» | Майк Уэст   | Шэрон Флинн    | 1 октября 2020 |
| 22      | 3          | «The Haunted Bayou Caper»   | Джос Хамфри | Кэтрин Лин     | 1 октября 2020 |
| 23      | 4          | «The Masks of Venice Caper» | Майк Уэст   | Стивен Мелчинг | 1 октября 2020 |
| 24      | 5          | «The Jolly Good Show Caper» | Джос Хамфри | Грег Эрнстром  | 1 октября 2020 |

### Сезон 4 (2021)
| № общий | № в сезоне | Название                        | Режиссёр    | Автор сценария                             | Дата премьеры  |
| ------- | ---------- | ------------------------------- | ----------- | ------------------------------------------ | -------------- |
| 25      | 1          | «The Beijing Bullion Caper»     | Майк Уэст   | Бекки Тинкер                               | 15 января 2021 |
| 26      | 2          | «The Big Bad Ivy Caper»         | Джос Хамфри | Кэтрин Лин                                 | 15 января 2021 |
| 27      | 3          | «The Robo Caper»                | Майк Уэст   | Карли Денур                                | 15 января 2021 |
| 28      | 4          | «The Himalayan Rescue Caper»    | Джос Хамфри | Грег Эрнстром                              | 15 января 2021 |
| 29      | 5          | «The V.I.L.E History Caper»     | Майк Уэст   | Грег Эрнстром и Кэтрин Лин                 | 15 января 2021 |
| 30      | 6          | «The Egyptian Decryption Caper» | Джос Хамфри | Карли Денур, Николь Белайсл и Шейрон Флинн | 15 января 2021 |
| 31      | 7          | «The Viennese Waltz Caper»      | Майк Уэст   | Шейрон Флинн и Дуэйн Капицци               | 15 января 2021 |
| 32      | 8          | «The Dark Red Caper»            | Джос Хамфри | Дуэйн Капицци                              | 15 января 2021 |

## Производство
Первое упоминание о мультсериале появилось 14 апреля 2017 года на голливудском инсайдерском сайте The Tracking Board, где сообщалось, что Netflix запускает разработку нового анимационного проекта «Кармен Сандиего». Планировалось, что мультсериал будет «столь же познавательным, сколько и развлекательным» в соответствии со стилем франшизы. Позже эту информацию в своём Твиттере подтвердила Джина Родригес, которая станет голосом главной героини.
Подразумевалось, что у мультсериала будет широкая аудитория: дети в возрасте от 6 до 11 лет, их родители и поклонники оригинального сериала. 18 и 19 апреля новости о мультсериале появились на авторитетных новостных сайтах, где подтверждалось, что премьера «Кармен Сандиего» состоится в 2019 году. На сайте The Hollywood Reporter отмечалось, что зрителей ждут «захватывающие приключения» и более «личный взгляд на прошлое Кармен», а также ответ на вопрос «кто вообще такая Кармен Сандиего?».
Исполнительным продюсером мультсериала стала Кэролайн Фрейзер, глава HMH Productions, а Дуэйн Капицци, известный по сериалам «Трансформеры: Прайм» и «Бэтмен», заявлен шоураннером проекта. Задачи по работе с анимацией были переданы на аутсорсинг компании Top Draw Animation.
Энди Йитман, директор Netflix по глобальному детскому контенту, так прокомментировал разработку «Кармен Сандиего»: «Мы считаем, что наличие на нашем канале мультсериала, который с любовью вспоминают родители нынешних зрителей, дает огромное преимущество. Они могут познакомить с мультсериалом своих детей и больше общаться с ними».
15 февраля 2019 года Netflix продлил сериал на второй сезон.
24 апреля 2020 года Netflix продлил сериал на третий сезон.
2 октября 2020 года Netflix продлил сериал на четвёртый сезон.